# Roger-Paul Dechambre
Roger-Paul Dechambre, född 14 augusti 1935 i Boulogne-Billancourt, Frankrike, död 7 november 2016 i Sens, var en fransk veterinär och entomolog.

## Arter beskrivna av Dechambre
| År   | Latinskt namn           |
| ---- | ----------------------- |
| 1975 | Golofa globulicornis    |
| 1975 | Golofa obliquicornis    |
| 1989 | Golofa spatha           |
| 1982 | Hemicyrthus chazeaui    |
| 1982 | Hemicyrthus costatus    |
| 1982 | Hemicyrthus elongatus   |
| 1982 | Hemicyrthus gutierrezi  |
| 1994 | Paroryctoderus cornutus |